# (2353) Alva
(2353) Alva est un astéroïde de la ceinture principale.

## Description
(2353) Alva est un astéroïde de la ceinture principale. Il fut découvert le 27 octobre 1975 à l'observatoire Zimmerwald par Paul Wild. Il présente une orbite caractérisée par un demi-grand axe de 2,81 UA, une excentricité de 0,11 et une inclinaison de 4,8° par rapport à l'écliptique.

## Compléments